# 光天化日 (小說)
《光天化日：鄉村的故事》（Under the Red Flag）是旅美華人作家哈金的短篇故事集。和他的其他作品一樣，此書以虛構的人物（和地方）來揭示革命後在中國農村的艱苦生活，以及在新制度下，新社會的男女（特別是夫婦）、親戚和朋友會如何開始反目成仇。

## 結構
光天化日是由十多個短篇故事組成的，儘管地方不一，且有一些人物會於數個故事中出現，但每一個會成為主角的人物都只會以主角的身份出現於一個故事中。

## 篇名
1. 光天化日
2. 男子漢
3. 主權
4. 葬禮風雲
5. 最闊的人
6. 新來的孩子
7. 皇帝
8. 運
9. 選丈夫
10. 春風又吹
11. 復活
12. 十年